# 三和町中寺
三和町中寺（みわまち なかでら）は、福島県いわき市の大字である。郵便番号は970-1371。

## 地理
いわき市中部の三和地区に属する。北で三和町差塩、北東で三和町上永井、南東から南西にかけて三和町渡戸、西で三和町下市萱とそれぞれ隣接する。概ね町村制施行以前の磐前郡中寺村の流れを汲む地域である。二級水系夏井川水系好間川上流域および支流の遅川右岸から大沢川左岸にかけてを主な範囲とする。好間川沿いの平地に水田が広がり、北側の旧国道49号沿いに集落が位置するほかは、地区内のほとんどが山林で占められている。内郷御厩町内に所在するいわき中央警察署及び三和町下市萱に所在する内郷消防署三和分遣所がそれぞれ管轄にあたる。

### 主な字
字
- 葭平
- 山下
- 二反田
- 樋ノ口
- 高田

- 館下
- 宿
- 関所
- 大平
- 遅川

### 河川
二級水系夏井川水系
- 好間川
  - 遅川
  - 大沢川

## 歴史
- 1879年1月27日 - 笠間藩領中寺村が福島県内における郡区町村制の施行により磐前郡の村となる[4]。
- 1889年4月1日 - 町村制の施行により中寺村が下市萱村、上市萱村と合併し沢渡村が発足する。旧中寺村域は沢渡村の大字となる。[4]。
- 1896年4月1日 - 磐前郡と周辺郡との合併により石城郡が発足し、石城郡沢渡村となる[4]。
- 1955年2月11日 - 石城郡沢渡村が三阪村、永戸村と合併し三和村となり、三和村の大字となる[4]。
- 1966年10月1日 - 三和村が平市・磐城市・常磐市・勿来市・内郷市、石城郡遠野町・四倉町・小川町・川前村・田人村・好間村、双葉郡久之浜町・大久村と合併しいわき市となり、いわき市三和地区の大字となる[4]。

## 世帯数と人口
2023年10月31日現在の世帯数と人口は以下の通りである。
| 大字       | 世帯数 | 人口  |
| ---------- | ------ | ----- |
| 三和町中寺 | 44世帯 | 125人 |

## 小・中学校の学区
市立小・中学校に通う場合、学区は以下の通りとなる。
| 番地 | 小学校               | 中学校               |
| ---- | -------------------- | -------------------- |
| 全域 | いわき市立三和小学校 | いわき市立三和中学校 |

## 交通

### 道路
- 国道49号
  - いわき三和トンネル
- 福島県道135号三株下市萱小川線

## 施設
- 中寺公民館
- 東京電力パワーグリッド 新いわき開閉所
- 西福寺